# BGL Luxembourg Open 2018
BGL BNP Paribas Luxembourg Open 2018 — жіночий тенісний турнір, що проходив на закритих кортах з твердим покриттям, спонсором якого була компанія BNP Paribas. Це був 23-й за ліком BGL Luxembourg Open. Належав до категорії International в рамках Туру WTA 2018. Відбувся в Люксембургу (Люксембург) з 15 до 20 жовтня 2018 року.

## Очки і призові

### Нарахування очок
| Дисципліна       | П   | Ф   | ПФ  | ЧФ | 1/8 | 1/16 | Q   | Q3  | Q2  | Q1  |
| Одиночний розряд | 280 | 180 | 110 | 60 | 30  | 1    | 18  | 14  | 10  | 1   |
| Парний розряд    | 280 | 180 | 110 | 60 | 1   | Н/Д  | Н/Д | Н/Д | Н/Д | Н/Д |

### Призові гроші
| Дисципліна       | П       | Ф       | ПФ     | ЧФ     | 1/8    | 1/161  | Q3   | Q2   | Q1   |
| Одиночний розряд | €34,677 | €17,258 | €9,113 | €4,758 | €2,669 | €1,552 | €810 | €589 | €427 |
| Парний розряд *  | €9,919  | €5,161  | €2,770 | €1,468 | €774   | Н/Д    | Н/Д  | Н/Д  | Н/Д  |

1 Кваліфаєри отримують і призові гроші 1/16 фіналу

* на пару

## Учасниці основної сітки в одиночному розряді

### Сіяні
| Країна    | Гравчиня             | Рейтинг1 | Сіяна |
| --------- | -------------------- | -------- | ----- |
| Німеччина | Юлія Гергес          | 9        | 1     |
| Іспанія   | Гарбінє Мугуруса     | 13       | 2     |
| Іспанія   | Карла Суарес Наварро | 23       | 3     |
| Італія    | Каміла Джорджі       | 32       | 4     |
| Чехія     | Катерина Сінякова    | 33       | 5     |
| Хорватія  | Донна Векич          | 37       | 6     |
| Греція    | Марія Саккарі        | 42       | 7     |
| Франція   | Полін Пармантьє      | 49       | 8     |
| Бельгія   | Кірстен Фліпкенс     | 51       | 9     |

- Рейтинг станом на 8 жовтня 2018

### Інші учасниці
Нижче наведено учасниць, які отримали вайлдкард на участь в основній сітці:
- Фіона Ферро
- Менді Мінелла
- Гарбінє Мугуруса

Учасниці, що потрапили в основну сітку завдяки захищеному рейтингу:
- Маргарита Гаспарян

Учасниці, що потрапили до основної сітки як особливий виняток:
- Даяна Ястремська

Нижче наведено гравчинь, які пробились в основну сітку через стадію кваліфікації:
- Белінда Бенчич
- Ежені Бушар
- Аранча Рус
- Крістина Плішкова

Як щасливий лузер в основну сітку потрапили такі гравчині:
- Варвара Лепченко

### Знялись з турніру
До початку турніру
- Вікторія Азаренко → її замінила  Катерина Козлова
- Сорана Кирстя → її замінила  Даліла Якупович
- Каміла Джорджі → її замінила  Варвара Лепченко
- Полона Герцог → її замінила  Каріна Віттгефт
- Ребекка Петерсон → її замінила  Андреа Петкович
- Моніка Пуїг → її замінила  Анна Блінкова
- Вінус Вільямс → її замінила  Анна Кароліна Шмідлова
- Тамара Зіданшек → її замінила  Юганна Ларссон

### Знялись
- Андреа Петкович

## Учасниці основної сітки в парному розряді

### Сіяні
| Країна   | Гравчиня         | Країна    | Гравчиня           | Рейтинг1 | Сіяна |
| -------- | ---------------- | --------- | ------------------ | -------- | ----- |
| Україна  | Людмила Кіченок  | Словенія  | Катарина Среботнік | 59       | 1     |
| Бельгія  | Кірстен Фліпкенс | Швеція    | Юганна Ларссон     | 68       | 2     |
| Румунія  | Ірина Бара       | Швейцарія | Ксенія Нолл        | 146      | 3     |
| Словенія | Даліла Якупович  | Чехія     | Рената Ворачова    | 147      | 4     |

- 1 Рейтинг подано станом на 8 жовтня 2018

### Інші учасниці
Пари, що отримали вайлд-кард на участь в основній сітці:
- Грет Міннен /  Алісон ван Ейтванк
- Ралука Шербан /  Ізабелла Шинікова

### Відмовились від участі
До початку турніру
- Моніка Нікулеску

## Переможниці

### Одиночний розряд
- Юлія Гергес —  Белінда Бенчич, 6–4, 7–5

### Парний розряд
- Грет Міннен /  Алісон ван Ейтванк —  Віра Лапко /  Менді Мінелла, 7–6(7–3), 6–2